# Michel III (empereur byzantin)
Pour les articles homonymes, voir Michel III.
Michel III (grec : Μιχαήλ Γʹ) (né le 19 janvier 840 et mort le 23 septembre 867) fut un empereur byzantin  de 842 à 867. C'est le troisième et officiellement le dernier membre de la dynastie amorienne (ou phrygienne). Les surnoms d’« ivrogne » (ὁ Μέθυσος) ou de « débauché » lui furent attribués par les historiens qui vécurent sous la dynastie macédonienne, traditionnellement hostiles. La recherche moderne a, jusqu’à un certain point, réhabilité sa réputation en soulignant le rôle vital que joua son règne dans le retour en force de la puissance byzantine au cours du IXe siècle,. Aimant tout ce qui requérait un grand déploiement d’énergie physique (courses de chevaux, exercices militaires, lutte, etc.), il montra peu d’intérêt pour la gestion de l’empire, laissant volontiers ce soin à ceux qui l’entouraient, faisant preuve d’une jalousie revendicative si leur puissance éclipsait la sienne : sa mère d’abord, son oncle le césar Bardas ensuite, puis celui qui devait lui succéder, Basile le Macédonien.

## Contexte historique

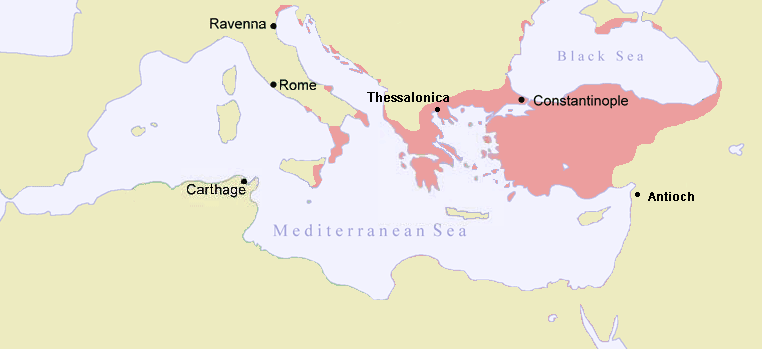
L’Empire byzantin au milieu du IXe siècle.

Le père de Michel III, Théophile (né en 813, empereur de 829 à 842) avait seize ans lorsqu’il devint empereur. Éduqué par Jean le Grammairien il fut le dernier défenseur de l’iconoclasme, réprimant violemment ses opposants, mais sans véritablement être capable de faire accepter cette doctrine par la majorité de la population et du clergé. L’iconoclasme avait été adoptée sous Léon III (r. 717-741) à un moment où l’empire ne cessait d’être en butte à des calamités naturelles aussi bien qu’à de nombreux ennemis extérieurs, signe croyait-on de la fureur divine à l’endroit de l’importance qu’avait pris le culte des images. Mais les déboires de Théophile en matière de politique étrangère contredirent rapidement cette idée. En Occident, il ne fut pas en mesure de préserver la Sicile des invasions arabo-berbères. Dans les Balkans, il réussit à maintenir la présence byzantine tout en renforçant son emprise sur le pourtour sud de la Crimée grâce à une alliance avec les Tatars. En Asie, il fut en lutte avec le calife Al-Ma'mūn (r. 813-833)  dont les armées pillèrent les provinces les plus exposées, puis avec son successeur, Al-Muʿtas̩im (r. 833-842) qui, en 838, pilla Amorium, lieu d’origine de la famille de Théophile et seconde ville de l’empire, ce qui constituait une défaite psychologique de grande ampleur. À son crédit toutefois, il faut noter une renaissance progressive de l’activité architecturale et culturelle. Portant un grand intérêt à la culture arabo-musulmane même s’il en combattait les représentants, il encouragea les arts, en particulier l’architecture, embellissant Constantinople grâce à une économie prospère, reposant sur des ressources monétaires presque inépuisables, mais dont on ne connait pas encore l’origine. Lorsque Théophile mourut à l’âge de trente-huit ans, le 20 janvier 842, l’iconoclasme s’éteignit avec lui : un vent de changement soufflait désormais sur l’empire.

## Enfance et mariage

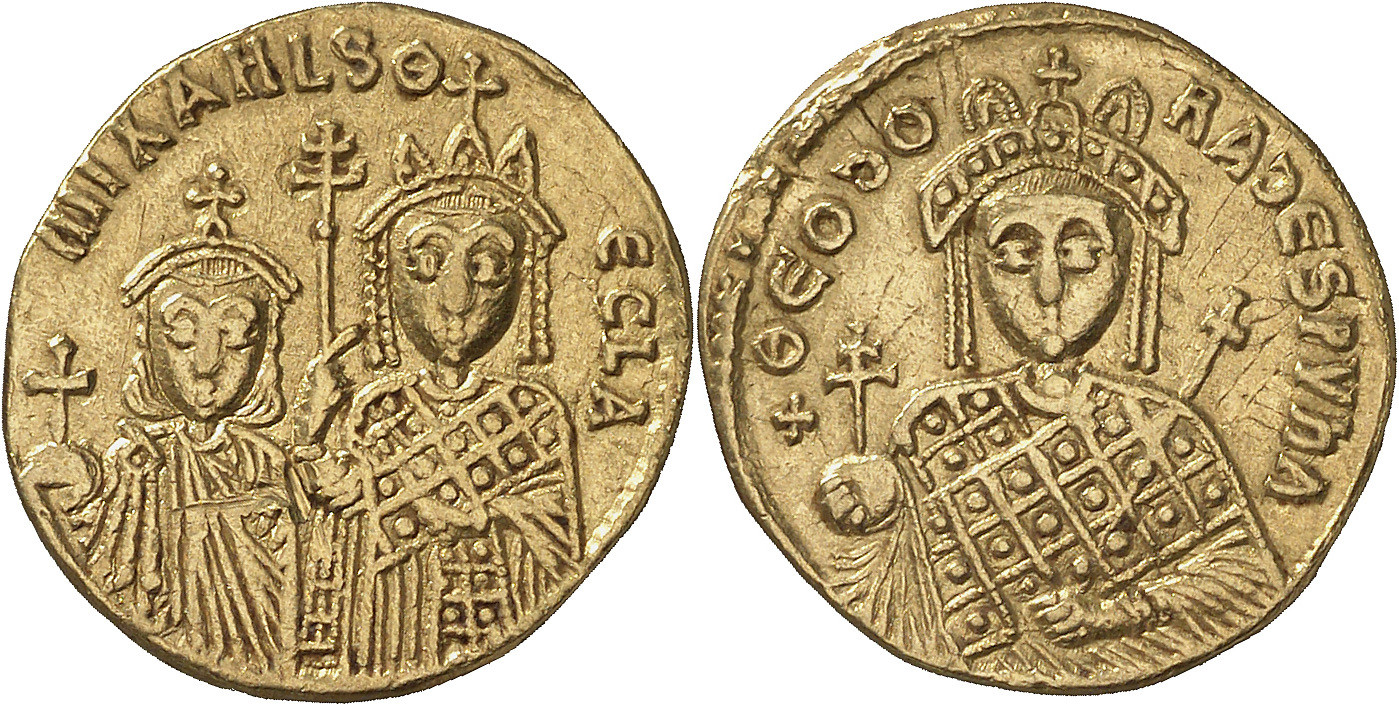
Solidus de l’impératrice Théodora avec sa fille ainée, Thekla, et son fils, Michel.

Michel était le fils cadet de l’empereur Théophile (r. 829-842)  et de l’impératrice Théodora (régente entre 842 et 856). On ignore la date précise de sa naissance, mais tout porte à croire qu’elle eut lieu au début de 840, probablement les 9 ou 10 janvier. Il fut couronné coempereur peu après,.
L’empereur passa sa jeunesse dans l’ombre de sa mère, l’impératrice Théodora qui, toute aux affaires de l’État, ne s’intéressa que peu à l’éducation du jeune homme. Heureux de laisser à d’autres le soin de gouverner l’empire, celui-ci développa très tôt un goût prononcé pour le vin et les courses de chariots, prenant dès sa quinzième année une maitresse, Eudocia Ingerina, fille d’un officier de la garde varègue qu’il voulait épouser. Pour une fois inquiète de l’attitude de son fils, l’impératrice organisa, comme cela avait été le cas pour elle-même, un concours de beauté afin de choisir une impératrice digne de ce titre. Si Théodora et son premier ministre autorisèrent Eudocia Ingerina à se présenter au concours, ils choisirent plutôt la vertueuse Eudocia Décapolitissa, probablement membre de l’aristocratie constantinopolitaine. En fils soumis, Michel accepta d’épouser le choix de sa mère mais il en résulta une haine qui ne devait pas tarder à se manifester. Du reste Michel se désintéressa totalement de son épouse qui demeura impératrice en titre, mais dont il n’eut jamais d’enfant, continuant à fréquenter sa maitresse,.

## Règne

### Régence de Théodora (842-856)

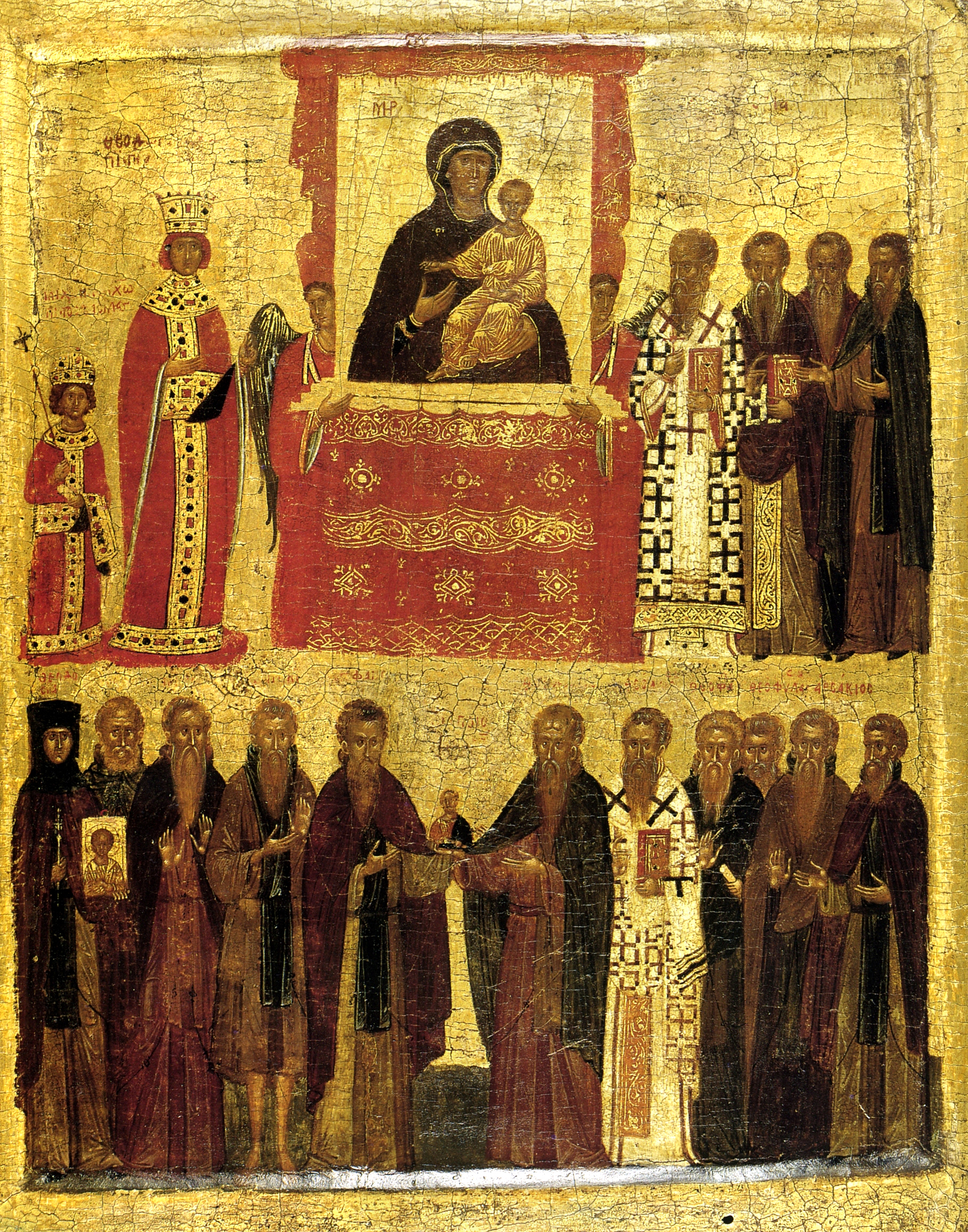
Le triomphe de l’orthodoxie selon une miniature des. Théodora se trouve à gauche dans la rangée supérieure avec le jeune Michel III.

À la mort de Théophile, son épouse Théodora assuma la régence à laquelle était associée Thekla, l’ainée des sœurs de Michel que l’on trouve représentée à leurs côtés sur des pièces de monnaie; cette dernière ne semble pas toutefois avoir joué de rôle politique. Le conseil de régence comprenait le patriarche de Constantinople comme le voulait la coutume, les frères de l’impératrice, Bardas et Pétronas, ainsi que le magister Serge Nikétiatès et le favori de l’impératrice, le logothète du drome, Théoktistos.
Née en Paphlagonie dans une famille arménienne, Théodora avait été depuis sa plus tendre enfance une « iconodule ». Il n’est pas certain si Théophile était au courant des croyances de son épouse au moment du mariage; toutefois s’il n’était pas un iconoclaste de la trempe d’un Léon III ou d’un Constantin V, il eut maille à partir dans les années subséquentes avec son épouse. Si bien que, devenue régente, Théodora n’eut d’autre priorité que de rétablir le culte des images. Son premier geste fut de déposer le patriarche de Constantinople, Jean le Grammairien, iconoclaste notoire : un synode fut convoqué, lequel le 11 mars 843 proclama le retour des images. Le patriarche fut déclaré déchu et un moine longtemps emprisonné pour sa défense des images, Méthode, un Sicilien conseiller de Théophile, le remplaça. La plupart des évêques iconoclastes furent alors démis de leurs fonctions, mais aucun ne fut maltraité ou emprisonné, signe que le débat sur le culte des images était clos,.
Mais un autre conflit religieux se dessinait, lequel devait avoir des conséquences différentes mais tout aussi tragiques : la persécution des Pauliciens. Cette secte dualiste, née vraisemblablement en Arménie à la fin du VIIe siècle  rejetait non seulement la plupart des symboles des Églises grecque et romaine,  mais également leur formalisme et leur avidité de pouvoir et de richesse. L’Église orthodoxe avait forcé l’empereur Michel Ier (r. 811-813) à prendre les premières mesures contre eux. Les raisons étaient alors purement théologiques. À la suite de ce début de persécution,  le mouvement avait évolué pour se structurer en État militaire autonome, basé en Anatolie (dans l'est de l'actuelle Turquie) et entrer en lutte contre l'Empire. Nombre de Pauliciens choisirent alors l’exil et se réfugièrent sur les territoires de l’émir de Mélitène, venant grossir les rangs arabes contre Constantinople. Suivant un nouveau décret punissant de mort ceux qui n’abjureraient pas, Théodora lança une vaste campagne militaire qui devait se solder par le massacre de plusieurs dizaines de milliers d’entre eux dont les biens et propriétés furent confisqués au profit de l’État,.
Sur le plan politique, la direction des affaires de l’État ne tarda pas à passer entièrement entre les mains du logothète Théoktitos. Rapidement, pour prouver sans doute que le retour des images ne signifiait pas de nouvelles défaites militaires considérée comme un châtiment divin, Théoktitos se porta contre les Arabes en Crète avec une force puissante. Malheureusement, après de premiers succès qui permirent de reprendre la Crète pour plusieurs années, Théoktitos fut battu sur le continent même en 844.  Cependant des luttes intestines chez les Arabes et l’apparition des Turcs aux frontières arabo-byzantines forcèrent les premiers à conclure un accord de paix, suivi d’un échange de prisonniers (845-846),. Théoktitos s’était montré piètre général; toutefois, il  réussit à persuader l’impératrice que le véritable responsable n’était autre que Bardas, lequel fut exilé hors de la capitale. Malgré ces premiers échecs, les armées byzantines commencèrent à prendre le dessus. En 853, une flotte byzantine s’empara de la forteresse de Damiette, non loin des bouches du Nil sur la côte égyptienne qui servait de point d’appui aux forces arabes de Crète. C’était la première fois que la flotte byzantine s’aventurait aussi profondément en territoire ennemi.
Pendant ce temps, la haine silencieuse de Michel III qui allait bientôt avoir seize ans se développait contre sa mère et ses conseillers. Douze ans après que Michel eut été écarté du pouvoir et avec l’aide du grand chambellan Damianos, le héros de Damiette deux ans plus tôt, Bardas, autorisé à rentrer à Constantinople, réussit à persuader ce dernier qu’il ne pourrait jamais exercer de pouvoir personnel tant que Théodora et Théoktitos restaient à la tête de l’État. Un complot fut organisé et le 20 novembre 855, alors que le grand logothète se dirigeait vers les appartements de l’impératrice, il vit son chemin bloqué par Michel et Damianos. Un échange verbal violent s’ensuivit et Théoktitos s’apprêtait à rebrousser chemin lorsque Bardas surgit de l’ombre avec un groupe de partisans qui mit fin à ses jours. En mars 856, une session spéciale du Sénat déclara la régence dissoute et proclama Michel seul empereur; il ne restait plus à Théodora qu’à se retirer au monastère de la Gastria avec ses filles,.

### Règne personnel sous l'influence de Bardas (856-866)

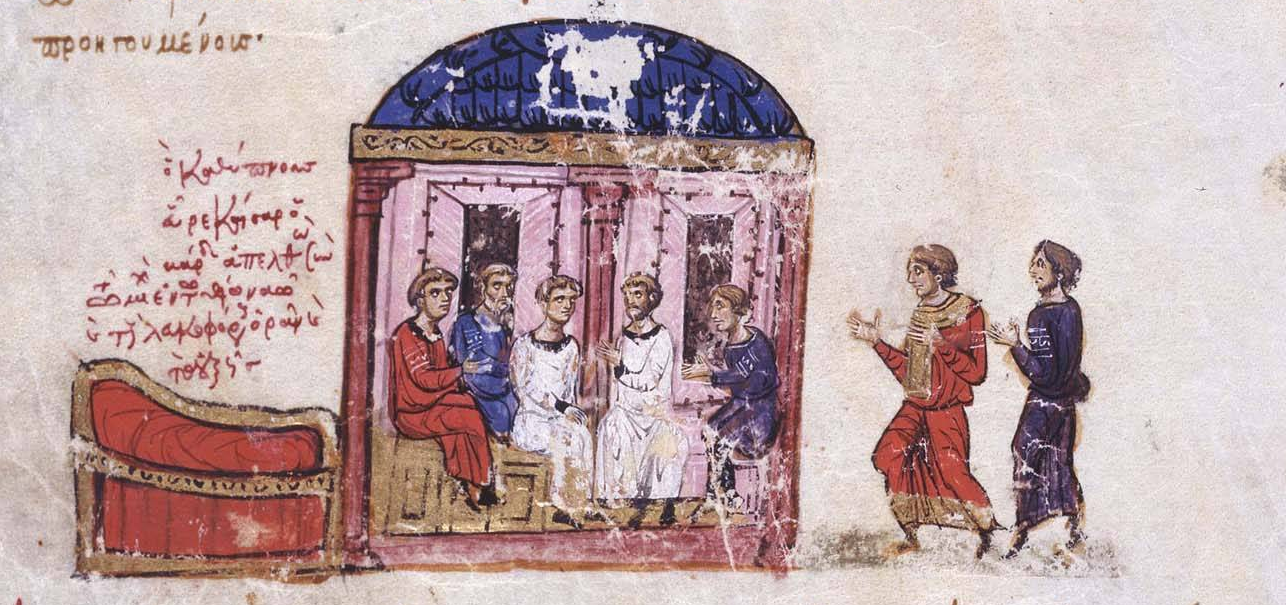
Le césar Bardas et son neveu à Hagia Sophia (Chronique de Skylitzès de Madrid).

Bardas remplaça Théoktitos comme véritable maitre de la politique intérieure de l’empire pendant que l’empereur retournait aux plaisirs de la vie et à sa romance avec Eudocie Ingerina. Vers 858, il fut promu aux plus hauts postes de l'empire comme ceux de magistros et chartoularios tou kanikleiou, puis au rang de curopalate ; enfin, le 22 ou le 26 avril 862, il assuma le rang de « césar » qui le plaçait immédiatement sous l’empereur et en faisait son lieutenant,. Il fit  également nommer son frère, Pétronas, stratège des Thracésiens où celui-ci participera aux batailles de Michel contre les Arabes. 
Sous son gouvernement, le renouveau intellectuel et artistique qui avait débuté sous la régence atteindra son point culminant. L’ « Université » de Constantinople qui avait été fondée au Ve siècle sous le règne de Théodose II avait périclité au cours des siècles et avait disparu sous les premiers iconoclastes. Bardas la réorganisa dans le palais de la Magnaure; cette fois, il ne s’agissait plus d’une chaire unique confiée à un seul professeur, mais  une université véritable où toutes les branches de la science étaient étudiées. Il mit à sa tête un savant aux connaissances encyclopédiques, Léon le Mathématicien, même si celui-ci était le neveu de l’iconoclaste Jean le Grammairien, autre signe que la querelle des icônes était achevée,.
De nombreux savants y enseigneront dont Photius, le plus grand intellectuel de son temps qui, quoique laïc, sera nommé sur les conseils de Bardas patriarche de Constantinople. Église et État étant étroitement liés à Byzance, le patriarche Ignace (qui était restée fidèle à Théodora) critiqua l’inconduite de Bardas. Il fut rapidement déposé et exilé en 858. Photius était alors chef de la chancellerie impériale. En une semaine, il reçut, contrairement au droit canon, l’ensemble des ordres conduisant à la prêtrise. Ceci devait déclencher une guerre entre ses partisans et ceux d’Ignace qui portèrent plainte auprès du pape. Une longue querelle devait s’ensuivre qui devait se terminer en 867 par un concile convoqué par Photius qui excommunia le pape Nicolas Ier, le motif théologique avoué étant la question du « filioque » qui apparait ainsi pour la première fois dans l’histoire politique byzantine,.
Ce premier patriarcat de Photius devait être marqué par une activité missionnaire intense qui conduisit l’influence de Byzance bien au-delà des frontières de l’empire. Une première tentative visait à convertir la Khazarie. Le khaganat khazar établi aux abords de la mer Caspienne contrôlait un vaste territoire qui englobait la Crimée septentrionale :  Cherson, à la frontière, constituait le point d’observation byzantin des peuples de la steppe. Cette mission fut confiée en 860 à deux frères, Constantin (qui prit plus tard le nom de Cyrille) et Méthode. La mission fut un échec car le khan des Khazars finit par se convertir au judaïsme. Mais trois ans plus tard, le prince de Moravie, Ratislav, qui craignait l’influence politique du clergé franc sur son territoire, demanda à l’empereur l’envoi de représentants pour former le clergé slave de son État. Les deux frères furent choisis pour cette mission pendant laquelle ils mirent au point un système d’écriture, le glagolitique, précurseur du cyrillique, permettant de traduire en langue slave les textes liturgiques essentiels. Si la mission en Moravie fut à nouveau un échec après la disparition de Ratislav, les deux frères trouvèrent refuge en Bulgarie où ils obtinrent la conversion du khan Boris Ier après une campagne conduite par le césar et l’empereur qui avait permis de reprendre Mesembrya. 
Car, s’il s’intéressait peu à la gestion des affaires de l’État, Michel III s’intéressait activement à sa politique extérieure qui se traduisait par une guerre de plus en plus intense contre les Arabes et lui permettait de déployer une intense énergie physique. S’il fut impuissant à éviter la perte des possessions italiennes dont il ne restait plus à la fin de son règne que Syracuse et Taormine, il se tourna plutôt vers l’Asie où en 856 le frère de Bardas, le stratège des Thracésiens, Pétronas, avait entreprit une campagne le menant jusqu’à Amida et Tephriké, place forte byzantine des montagnes du Nord-Ouest de la Cappadoce. Trois ans plus tard, sous la conduite conjointe de Bardas et de Michel III lui-même, une autre campagne ramena les armées byzantines dans la région de Samosate près de l’Euphrate. L’empereur y fit reconstruire les fortifications d’Ancyre, détruites sous Al-Mu’tasim, et de Nicée. Dans la même période se situe l’arrivée de la flotte byzantine devant Damiette. Enfin, en 863, les Byzantins devaient remporter une victoire décisive sur l’émir de Mélitène, Omar, qui avait traversé le thème des Arméniaques où il s’était heurté à Pétronias. Le 3 septembre, lors d’une célèbre bataille, l’armée d’Omar devait être anéantie et l’émir lui-même perdre la vie. C’était la revanche de l’importante défaite essuyée vingt-cinq ans plus tôt par Théophile devant Amorium ainsi qu’un tournant dans la guerre byzantino-arabe,.

### Règne personnel sous l’influence de Basile (866-867)
Michel III avait une véritable passion pour les chevaux. Vers 847, il fit la connaissance d’un jeune soldat d’une force herculéenne d’origine thrace, mais dont la famille avait été déportée en Macédoine et avait, de ce fait, hérité du surnom de « macédonien ». Totalement illettré, il avait toutefois une grande habileté dans le dressage des chevaux. Le continuateur de Théophane raconte comment un jour que Michel s’était vu offert un cheval que personne ne parvenait à dompter, Basile comme il s’appelait, s’approcha du cheval, le prit par la bride et lui parlant doucement, le calma. Qu’il s’agisse d’une anecdote ou d’un fait Basile suscita l’admiration de l’empereur, fut introduit au palais où son ascension fut rapide. 

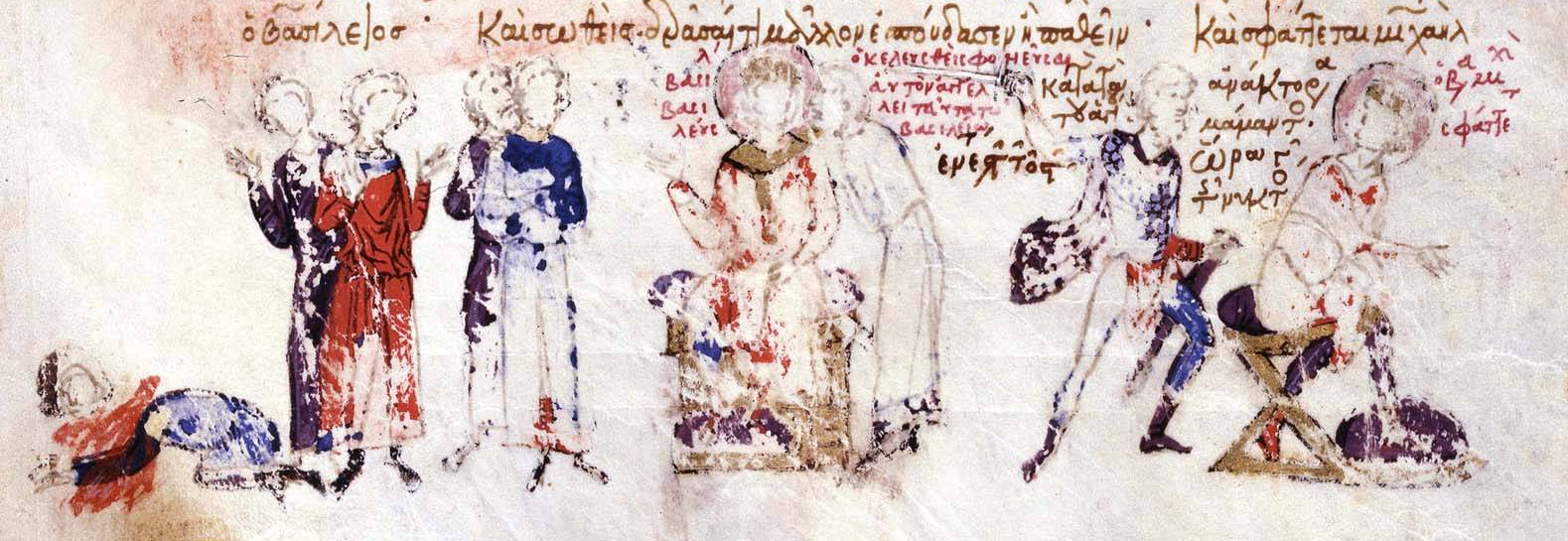
Assassinat de Michel III par Basile le Macédonien (Chronique de Skylitzès de Madrid).

Lorsque le grand chambellan (parakoimomenos = celui qui dort près [de l’empereur]) fut renvoyé après une dispute avec le césar Bardas, Basile fut immédiatement nommé à ce poste, l’un des plus élevés à la cour. De ce jour, Basile devint l’un des intimes de l’empereur. 
Tout comme il avait mal supporté que sa mère joue un rôle la mettant plus en vue que lui dans la gestion de l’empire, Michel III en vint à ressentir le pouvoir et l’omniprésence du césar Bardas. Basile, dont l’ambition était aussi grande que la force physique, ne pouvait qu’encourager l’empereur à se débarrasser de ce parent qui lui portait ombrage. Le 21 avril 865, alors qu’ils participaient tous les trois à une expédition contre la Crète et que le césar était assis à côté de son neveu lors d’une halte, Basile l’abattit de sa propre main. Il n’en fallait pas plus pour que Michel fasse de Basile son coempereur lors de leur retour à Constantinople 26 mai 866,.
Au début de la même année, Michel apprit que sa concubine de longue date, Eudocia Ingerina était enceinte. Plutôt que de divorcer de son épouse officielle ou de laisser l’enfant naitre hors mariage, il força Basile à divorcer de sa propre épouse, Marie, pour épouser Eudocia. Si cette solution pour légitimer l’enfant peut paraitre curieuse, elle permettait à Michel III d’introduire sa concubine au palais de façon honorable. Le bébé, qui devait naitre le 19 septembre 866 et reçut le nom de Léon (le futur Léon VI, successeur de Basile le Macédonien), fut ainsi en toute probabilité le fils de Michel et non de Basile,.
Mais Basile aspirait à être plus que coempereur : il voulait être unique empereur. Le comportement de Michel III devenant de plus en plus erratique, et soupçonnant sans doute que Michel finirait par se lasser d’être sous sa domination comme il l’avait fait pour Bardas et sa mère, Basile décida de se débarrasser de l’empereur, d’autant plus qu’il avait commencé une liaison avec la sœur de ce dernier, Thekla, laquelle maintenant dans la quarantaine avait quitté le couvent où elle avait été reléguée avec sa mère au début du règne de Michel. Le 24 septembre 867 alors que les deux coempereurs et Eudocia Ingerina dinaient de concert dans le palais suburbain de Saint-Mamas, Basile décida de passer à l’action. À son habitude, Michel III regagna sa chambre ivre mort. Basile l’y attendait avec huit conjurés. Ce fut l’un d’eux, son cousin Asylaion, qui lui porta le coup de grâce. Son meurtre ne provoqua aucune réaction à la cour et il fut enseveli sans cérémonie à Chrysopolis, sur la côte asiatique de Constantinople. Devenu empereur à l’âge de cinquante-cinq ans, le premier geste de Basile fut d’installer Eudocia Ingerina dans les appartements impériaux,,. L’un des premiers gestes de Léon VI lorsqu’il succédera à son père officiel, Basile, sera de faire transporter en grande pompe les restes de Michel vers le mausolée impérial de l’église des Saints-Apôtres à Constantinople, donnant corps aux soupçons selon lesquels il était (ou au moins croyait être) le fils naturel de Michel,.

## Jugement sur le règne

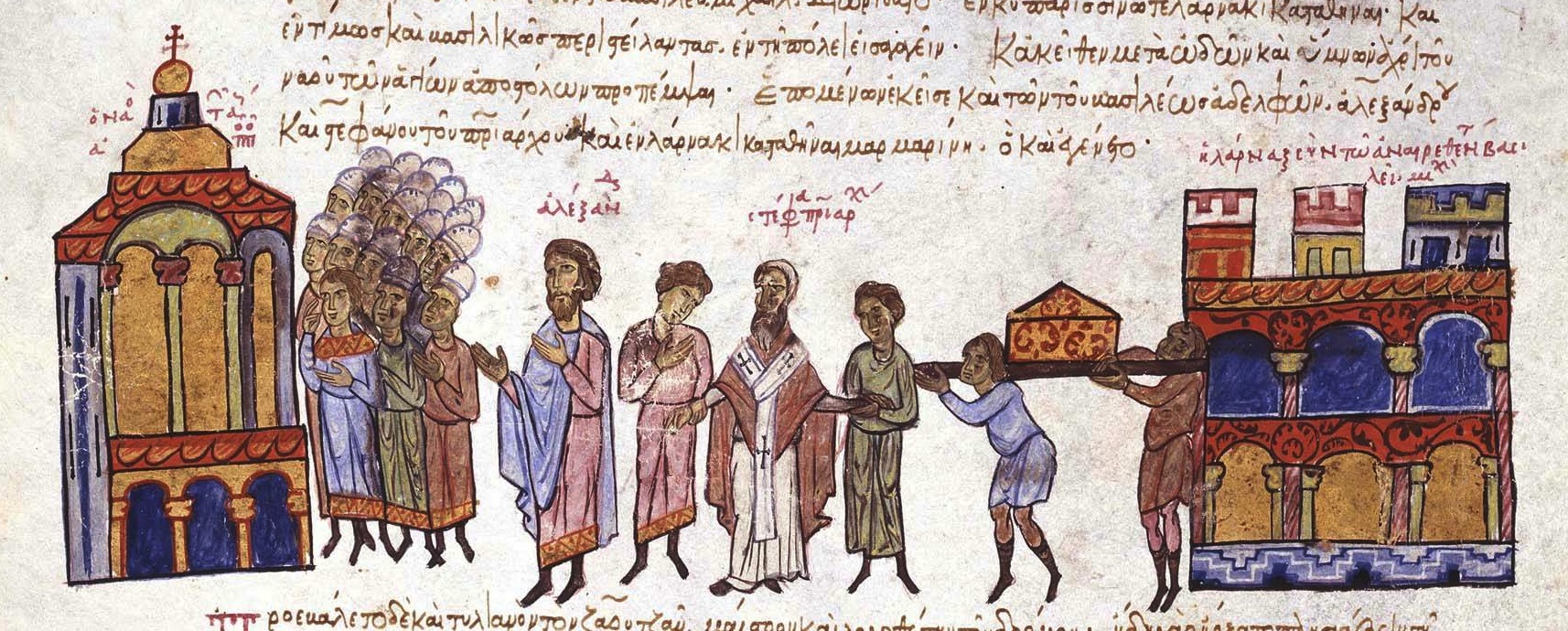
Le transfert des restes de Michel III à la cathédrale des Saints-Apôtres sous Léon VI (Chronique de Skylitzès de Madrid).

Il est difficile de porter un jugement sur la personnalité et le règne de Michel III. Il est vrai que l’empereur aimait s’enivrer, qu’il était plus intéressé par les courses de chars que par la gestion de l’État et qu’il se moquait publiquement des processions et rituels qu’affectionnait l’Église orthodoxe. Toutefois, les sources byzantines qui ont décrit son règne sont le fait de chroniqueurs écrivant sous la dynastie macédonienne, fondée par Basile Ier et cherchant à justifier ce dernier d’avoir assassiné son bienfaiteur,. Les sources arabes, elles, présentent celui-ci comme un souverain actif et un chef militaire capable et courageux.
Chose certaine, même si Michel III aimait dépenser, l’économie se stabilisa sous son règne si bien qu’en 850 les revenus annuels de l’empire s’élevaient à 3 300 000 nomismatas. Il est vrai que les sources additionnelles de financement qui avaient déjà commencé sous son père et dont on ignore toujours l’origine, aient pu être à l’origine de cette amélioration. 
La fin de l’iconoclasme contribua non seulement à la stabilité intérieure de l’empire, mais conduisit à un renouveau de l’expression artistique picturale. De même, l’arrivée au patriarcat de l’énergique Photius, même si elle conduisit à une guerre ouverte avec Rome, assura non seulement la stabilité interne de l’Église orthodoxe, mais aussi son expansion en dehors des frontières traditionnelles de l’empire. Ainsi, la Bulgarie fut placée dans la zone d’influence culturelle et religieuse de Byzance. 
Comme le souligne George Ostrogorsky et à sa suite la plupart des historiens modernes, il ne faut pas non plus tomber dans l’excès contraire et voir en Michel III un « grand souverain ». S’il n’était pas dépourvu de dons et encore moins de courage, l’empereur s’est laissé conduire tout au long de son règne par des conseillers talentueux à qui sont dus les principales réalisations de son règne : Théodora pour la fin de l’iconoclasme, Bardas pour la gestion de l’empire et le renouveau culturel, Photius pour la stabilité de l’Église et même Basile pour la conduite des opérations militaires,.